# انجمن فیزیولوژی و فارماکولوژی ایران
انجمن فیزیولوژی و فارماکولوژی ایران نام انجمن علمی در حوزهٔ داروشناسی و علوم آزمایشگاهی است. این انجمن کار خود را از اسفندماه سال ۱۳۴۷ آغاز کرد.